# Bukszár Márta
Bukszár Márta (Budapest, 1953. október 5. –) magyar színésznő, énekművész.

## Életpályája
A pécsi konzervatóriumban érettségizett, és a Pécsi Zeneművészeti Főiskola zongora-magánének szakán végzett. Második diplomáját 1979-ben magánénekből Budapesten, a Liszt Ferenc Zeneművészeti Főiskolán szerezte meg. 1984-től a Pécsi Nemzeti Színház tagja és énekmestere is, 1995-től szabadfoglalkozású művésznő. Vendégként szerepelt a Szekszárdi Német Színházban.  A Pécsi Tudományegyetem Zeneművészeti Intézetében tanított és színházi munkája mellett magánének tanárként is dolgozik. Férje Marksz Péter, a Pannon Filharmonikusok nyugdíjas csellóművésze, fiuk Levente.

## Fontosabb színpadi szerepei
- Bartók Béla: A kékszakállú herceg vára... Judit
- Verdi: A trubadúr... Inez
- Verdi: Rigoletto... Giovanna
- Verdi: Traviata... Flóra
- Verdi: Falstaff... Mrs. Quickly
- Gioachino Rossini: A sevillai borbély... Berta
- Pietro Mascagni: Parasztbecsület... Lola
- Giacomo Puccini: Pillangókisasszony... Szuzuki
- Giacomo Puccini: Gianni Schicchi... Zita
- Giovanni Battista Pergolesi: Úrhatnám szolgáló... Serbina
- Georges Bizet: Carmen... Carmen
- Charles Gounod: Faust... Márta
- Charles Gounod: Rómeó és Júlia... Gertrude, Júlia dajkája
- Wolfgang Amadeus Mozart: Eine kleine Zauberflöte... Erste Dame der Königin
- Mozart: A varázsfuvola... III. dáma
- Ifj.,Johann Strauss: Bécsi vér... Franciska
- Ifj Johann Strauss: A denevér... Rosalinda; Orlovszky gróf
- Salomon Hermann Mosenthal: A windsori víg nők... Reichné
- Jacques Offenbach: Hoffmann meséi... Antonia anyja
- Kacsóh Pongrác: János vitéz... Iluska
- Kálmán Imre: Cirkuszhercegnő... Fedora
- Kálmán Imre: A montmartre-i ibolya... Violetta
- Kálmán Imre: A bajadér... Darimonde Odette
- Kálmán Imre: Marica grófnő... Marica grófnő; Cuddenstein-Chlumec Cecília hercegnő
- Kálmán Imre: Csárdáskirálynő... Szilvia; Cecília
- Lehár Ferenc: A víg özvegy... Glavari Hanna, özvegy
- Jacobi Viktor: Sybill... Nagyhercegnő
- Huszka Jenő: Mária főhadnagy... Antónia
- Ábrahám Pál: Bál a Savoyban... Madeleine, Faublas felesége
- Ábrahám Pál: Hawaii rózsája... Lilia, Hawaii hercegnője Susanne Provance énekesnő
- Eisemann Mihály: Én és a kisöcsém... Özvegy Kodelkáné, zongorakísérő és dizőz
- Szirmai Albert–Bakonyi Károly–Gábor Andor: Mágnás Miska... Korláthy Rolla
- Szirmai Albert–Bakonyi Károly–Gábor Andor: Der Pußtakavalier... Stephanie
- Petőfi Sándor: A helység kalapácsa... Amazontermészetű Márta
- Móricz Zsigmond - Kocsák Tibor - Miklós Tibor: Légy jó mindhalálig... Doroghyné
- Moravetz Levente - Fillár István: Noé... Noémi
- Bereményi Géza: Az arany ára (Eldorádó)... Karola
- William Shakespeare: Rómeó és Júlia... Lady Capulet
- Carlo Goldoni: A hazug... Cleonice Anselmi
- Arthur Miller: Az ügynök halála... Nő
- Bengt Ahlfors: Színházkomédia... Linda
- Horace McCoy: A lovakat lelövik, ugye?... Mary
- Josep Maria Benet i Jornet: Színésznők... Glória Marc
- Ron Aldridge: Csak kétszer vagy fiatal... Rose
- Valla Attila - Szikora Róbert - Nepp József - Ternovszky Béla: Macskafogó... Gatto
- Lionel Bart: Oliver... Mrs. Corney, a dologház igazgatónője

## Díjai
- Déryné-díj (1993)
- Magyar Ezüst Érdemkereszt (2018)